# كلوتشة (بابارشاني)
کلوتشة (بالفارسية: کلوچه) هي قرية تقع في إيران في قسم بابارشاني الريفي. يقدر عدد سكانها بـ 48 نسمة بحسب إحصاء 2016.